# Ever Franetovich
Ever Adolfo Franetovich (Venado Tuerto, Provincia de Santa Fe, 15 de febrero de 1992) es un piloto argentino de automovilismo de velocidad. Iniciado en el ámbito del karting, incursionó a nivel nacional en categorías de turismos como el Turismo Nacional o la divisional TC Mouras de la Asociación Corredores de Turismo Carretera. Compitió a nivel zonal en la Fórmula Renault Plus, mientras que en 2010 tuvo su debut a nivel nacional en la Clase 2 del Turismo Nacional siendo campeón en 2019 con un Fiat Palio.

## Carrera
Sus inicios tuvieron lugar en el ámbito del karting, donde comenzó a competir desde los 5 años. Una vez llegado el año 2010, debutó de manera profesional al pasar a competir en la categoría de monoplazas Fórmula Renault Plus, donde desarrolló sus primeras actividades. En esta temporada arrancó con buen resultado al llevarse su primera victoria en la segunda fecha, corrida el 5 de abril de 2010 en el Autódromo Ciudad de La Rioja.
Tras sus primeras experiencias llegó su desembarco a nivel nacional en la Clase 2 del Turismo Nacional, donde se inició al comando de un Chevrolet Corsa atendido por el equipo Schiavón Sport con el cual compitió en las primeras 6 fechas. Al cabo de las mismas, en la fecha siguiente pasó a competir al comando de un Renault Clio del equipo de Norberto Della Santina, con el cual compitió entre las fechas 7 y 9. Finalmente, tras estas competencias volvió a competir con una unidad Chevrolet, pero en esta oportunidad atendida por el expiloto Juan Carlos Bertozzi, con el cual cerró su temporada con 12 carreras cumplidas. El vínculo con Bertozzi se amplió en los años siguientes, teniendo en 2012 uno de sus mejores años en la divisional, donde tras haber logrado su primera victoria el 23 de septiembre de 2012 en el Autódromo Oscar Cabalén de Alta Gracia. Este triunfo y otra serie de muy buenos resultados lo terminaron poniendo en la pelea por el título, cerrando el año finalmente en la tercera colocación.
La temporada 2013 mostró a Franetovich desdoblando su participación en diferentes categorías. A su presencia en la Clase 2 del TN (donde apenas desarrolló 5 competencia en este año), se le sumó una nueva categoría, al ser convocado para competir en la divisional TC Mouras, donde sin embargo apenas desarrolló 6 competencias, las primeras de ellas sobre un Torino Cherokee del equipo DVN Racing y más tarde sobre un Chevrolet Chevy del equipo Taborda Sport.
Se consagró campeón en la Clase 2 del Turismo Nacional en el año 2019, al comando de un Fiat Palio. Tras este campeonato fue convocado por el expiloto de Turismo Carretera Omar Martínez, quien le ofreció volver a competir en TC Mouras a partir del año 2020.
Tras la pandemia de COVID-19, Franetovich dejó el TC Mouras y volvió al TN, pero esta vez a la Clase 3 con el equipo Arana Ingeniería Sport.

## Trayectoria
| Año     | Categoría                                | Marca           |
| ------- | ---------------------------------------- | --------------- |
| 2010    | Debut en Fórmula Renault Plus            | Crespi-Renault  |
| 2011    | Debut en la Clase 2 del Turismo Nacional | Chevrolet Corsa |
| 2011    | Debut en la Clase 2 del Turismo Nacional | Renault Clio    |
| 2012    | Clase 2 del Turismo Nacional             | Chevrolet Corsa |
| 2012    | Clase 3 del Turismo Pista, 3 carreras    | Volkswagen Gol  |
| 2013    | Debut en TC Mouras, 6 carreras           | Torino Cherokee |
| 2013    | Debut en TC Mouras, 6 carreras           | Chevrolet Chevy |
| 2013    | Clase 2 del Turismo Nacional, 5 carreras | Chevrolet Corsa |
| 2014    | Clase 2 del Turismo Nacional             | Chevrolet Corsa |
| 2014    | Clase 2 del Turismo Pista, 2 carreras    | Fiat Uno        |
| 2015    | Debut en la Clase 3 del Turismo Nacional | Fiat Linea      |
| 2016    | Clase 3 del Turismo Nacional, 5 carreras | Citroën C4      |
| 2016    | Clase 2 del Turismo Pista, 1 carrera     | Suzuki Fun      |
| 2016    | Clase 3 del Turismo Pista, 1 carrera     | Renault Clio    |
| 2017    | Clase 2 del Turismo Nacional             | Renault Clio    |
| 2018    | Clase 2 del Turismo Nacional             | Renault Clio    |
| 2019    | Clase 2 del Turismo Nacional. Campeón    | Fiat Palio      |
| 2019    | Clase 3 del Turismo Nacional, 1 carrera  | Fiat Tipo II    |
| 2020    | TC Mouras, 2 carreras                    | Ford Falcon     |
| 2020    | Clase 3 del Turismo Nacional             | Toyota Corolla  |
| Fuente: |                                          |                 |

## Resultados

### TCR South America
| Año  | Equipo         | Auto             | 1   | 2   | 3   | 4   | 5   | 6   | 7   | 8   | 9   | 10  | 11  | 12  | 13  | 14  | 15  | 16  | 17  | 18  | Pos. | Pts. |
| ---- | -------------- | ---------------- | --- | --- | --- | --- | --- | --- | --- | --- | --- | --- | --- | --- | --- | --- | --- | --- | --- | --- | ---- | ---- |
| 2021 |                |                  | INT | INT | CUR | RIV | RIV | EPI | EPI | RCU | RCU | BA  | AG  | AG  | CDU | CDU |     |     |     |     | 15.º | 50   |
| 2021 | PMO Motorsport | Lynk & Co 03 TCR |     |     |     |     |     |     |     | 1   | 2   |     |     |     |     |     |     |     |     |     | 15.º | 50   |
| 2023 |                |                  | AG  | AG  | ROS | ROS | TRH | INT | RIV | RIV | EPI | EPI | LAP | LAP | VLP | VLP | VEL | VEL | CAS | CAS | 38°  | 15   |
| 2023 | PMO Racing     | Peugeot 308 TCR  |     |     |     |     | 8   |     |     |     |     |     |     |     |     |     |     |     |     |     | 38°  | 15   |

## Palmarés
| Título  | Categoría                    | Marca      | Año  |
| ------- | ---------------------------- | ---------- | ---- |
| Campeón | Clase 2 del Turismo Nacional | Fiat Palio | 2019 |